# Elderoth (album)
Elderoth je hudební debutové album skupiny Elderoth. Vydáno bylo v roce 2012.

## Seznam skladeb
1. The Mirror Of My Silence - 4:51
2. In The Rain - 3:03
3. Fallen - 4:06
4. Forgotten - 5:27
5. The Night - 3:42
6. Stars Within Shadows - 5:06
7. The Winds of a Withering Soul - 4:10
8. Cursed - 4:02